# Hanna Majszczyk
Hanna Majszczyk (ur. 21 sierpnia 1962 w Nowym Koniku) – polska urzędniczka państwowa i ekonomistka, podsekretarz stanu w Ministerstwie Finansów (2010–2017, od 2023).

## Życiorys
Córka Stanisława i Wiesławy. W 1986 ukończyła studia na Wydziale Nauk Ekonomicznych Uniwersytetu Warszawskiego. Podjęła pracę w Ministerstwie Finansów. W resorcie od początku związana z tematyką podatków pośrednich, pracowała m.in. w Departamencie Dochodów Państwa. Od 1997 pełniła funkcję zastępczyni dyrektora Departamentu Podatków Pośrednich. W 2000 została p.o. dyrektora, a w 2002 objęła stanowisko dyrektora Departamentu Podatków Pośrednich w Ministerstwie Finansów.
W maju 2010 powołana przez premiera Donalda Tuska na stanowisko podsekretarza stanu w Ministerstwie Finansów (zastąpiła Elżbietę Suchocką-Roguską), pozostając na stanowisku w rządach Ewy Kopacz i Beaty Szydło. W czerwcu 2017 złożyła rezygnację z tego stanowiska, która została przyjęta. Na stanowisko podsekretarza stanu w resorcie finansów powróciła w grudniu 2023. W styczniu 2024 została powołana przez prezydenta w skład Rady Dialogu Społecznego.

## Odznaczenia
W 2005, za wzorowe, wyjątkowo sumienne wykonywanie obowiązków wynikających z pracy zawodowej, została odznaczona Złotym Krzyżem Zasługi.
W 2015 wyróżniona odznaką honorową „Za Zasługi dla Finansów Publicznych Rzeczypospolitej Polskiej”.